# Morti il 18 settembre
| Questa pagina contiene informazioni ricavate automaticamente dalle voci biografiche con l'ausilio del template Bio e di un bot. L'aggiornamento è periodico e automatico e ricostruisce completamente la pagina. Se manca una persona in questa lista, sei pregato di non aggiungerla, ma accertati piuttosto che la sua voce biografica contenga il template Bio e che i dati anagrafici siano correttamente compilati. Se il template Bio manca, inseriscilo tu stesso o, in alternativa, metti l'avviso {{tmp\|Bio}} che ne segnala la mancanza. Se i dati riportati sono sbagliati, correggi direttamente la voce biografica; le modifiche saranno visibili in questa lista entro pochi giorni. Per chiarimenti vedi il progetto biografie. La lista contiene solo le 465 persone che sono citate nell'enciclopedia e per le quali è stato implementato correttamente il template Bio. Pagina aggiornata al 5 ago 2025. |

## I secolo(1)
- 96 - Domiziano, imperatore romano (n. 51)

## III secolo(1)
- 221 - Santa Sofia, santa romana

## IX secolo(1)
- 887 - Pietro I Candiano, doge (n. 842)

## X secolo(1)
- 993 - Arnolfo d'Olanda, conte

## XI secolo(1)
- 1017 - Enrico di Schweinfurt, nobile tedesco (n. 950)

## XII secolo(2)
- 1137 - Eric II di Danimarca, re danese
- 1180 - Luigi VII di Francia, re (n. 1120)

## XIII secolo(5)
- 1213 - Bernardo Balbi, giurista e vescovo cattolico italiano
- 1221 - Corrado di Eberbach, monaco cristiano tedesco
- 1261 - Corrado di Hochstaden, vescovo cattolico tedesco
- 1270 - Filippo Fontana, arcivescovo cattolico italiano
- 1293 - Oberto III, vescovo cattolico italiano

## XIV secolo(5)
- 1302 - Eudocia Paleologa, imperatrice bizantina
- 1322 - Adam FitzRoy, nobile inglese (n. 1307)
- 1345 - Andrea d'Ungheria, principe (n. 1327)
- 1361 - Ludovico V di Baviera, nobile tedesco (n. 1315)
- 1394 - Marco Carelli, mercante, banchiere e filantropo italiano

## XV secolo(5)
- 1426 - Hubert van Eyck, pittore fiammingo
- 1443 - Luigi di Lussemburgo, arcivescovo cattolico e cardinale francese
- 1470 - Ferdinando d'Aviz, principe portoghese (n. 1433)
- 1495 - Egas Cueman, scultore e architetto spagnolo
- 1498 - Giovanni Battista Savelli, cardinale italiano

## XVI secolo(13)
- 1508 - Jorge da Costa, cardinale e arcivescovo cattolico portoghese (n. 1406)
- 1510 - Ursula del Brandeburgo, duchessa (n. 1488)
- 1516 - Battista Visconti, italiano
- 1524 - Carlotta di Francia, principessa francese (n. 1516)
- 1532 - Vlad VII Înecatul, principe
- 1553 - Andō Kiyosue, militare giapponese (n. 1514)
- 1556 - Edward Courtenay, I conte di Devon, nobile inglese (n. 1527)
- 1563 - Mōri Takamoto, militare giapponese (n. 1523)
- 1581 - Peter Nirsch, serial killer tedesco
- 1584 - Francesco Bossi, vescovo cattolico italiano (n. 1525)
- 1586 - Ottavio Farnese, duca italiano (n. 1524)
- 1589 - Dietrich Flade, avvocato e giudice tedesco (n. 1534)
- 1598 - Toyotomi Hideyoshi, giapponese (n. 1537)

## XVII secolo(19)
- 1601 - Giovanni Francesco Aldobrandini, generale e diplomatico italiano (n. 1545)
- 1603 - Pietro Luci, umanista, poeta e teologo fiammingo (n. 1548)
- 1624 - Pedro Osores de Ulloa, generale spagnolo (n. 1554)
- 1630 - Melchior Khlesl, cardinale e vescovo cattolico austriaco (n. 1552)
- 1631 - Dorotea del Palatinato-Simmern, nobildonna e principessa tedesca (n. 1581)
- 1639 - Johannes Christoph Harpprecht, giurista tedesco (n. 1560)
- 1647 - Pietro Carrera, scacchista e scrittore italiano (n. 1573)
- 1651 - Francisco de Melo, politico, diplomatico e militare spagnolo (n. 1597)
- 1657 - Tommaso Redi, scultore e architetto italiano (n. 1602)
- 1660 - Enrico Stuart, nobile britannico (n. 1640)
- 1662 - Hubrecht van den Eynde, scultore fiammingo (n. 1593)
- 1663 - Giuseppe da Copertino, presbitero italiano (n. 1603)
- 1667 - Tommaso Garvo Allio, scultore italiano
- 1670 - Scipione Errico, poeta, scrittore e drammaturgo italiano (n. 1592)
- 1670 - Jan Meyssens, pittore, incisore e editore fiammingo (n. 1612)
- 1674 - Gabriel Cossart, storico e religioso francese (n. 1615)
- 1675 - Carlo IV di Lorena, nobile (n. 1604)
- 1689 - Richard Head, I baronetto, politico inglese (n. 1609)
- 1691 - Gianfrancesco Ginetti, cardinale e arcivescovo cattolico italiano (n. 1626)

## XVIII secolo(21)
- 1708 - Bénigne Dauvergne de Saint-Mars, militare francese (n. 1616)
- 1710 - John Annesley, IV conte di Anglesey, nobile irlandese (n. 1676)
- 1720 - Martin Charbonnier, architetto del paesaggio francese (n. 1655)
- 1721 - Nathaniel Crew, III barone di Crew, vescovo anglicano britannico (n. 1633)
- 1724 - Prospero Mandosio, storico e drammaturgo italiano (n. 1643)
- 1735 - Justus van Effen, scrittore olandese (n. 1684)
- 1742 - Vincenzo Ludovico Gotti, cardinale e teologo italiano (n. 1664)
- 1751 - Leopoldo Retti, architetto italiano (n. 1705)
- 1753 - Cristoforo Žefarović, artista e scrittore bulgaro (n. 1690)
- 1754 - Charles-Antoine Leclerc de La Bruère, drammaturgo e storico francese (n. 1714)
- 1759 - Giacomo Bonavia, scultore, pittore e urbanista italiano (n. 1705)
- 1759 - Santa Stella, soprano italiano (n. 1686)
- 1774 - Johann Friedrich Meckel il Vecchio, anatomista tedesco (n. 1724)
- 1777 - Amalia di Nassau-Dietz, nobile tedesca (n. 1710)
- 1781 - Tobias Furneaux, militare, navigatore e esploratore britannico (n. 1735)
- 1783 - Eulero, matematico, fisico e astronomo svizzero (n. 1707)
- 1786 - Ottaviano Diodati, letterato, editore e architetto italiano (n. 1716)
- 1786 - Giovanni Battista Guadagnini, liutaio italiano (n. 1711)
- 1790 - Enrico Federico di Hannover, nobile (n. 1745)
- 1792 - Georg von Browne, generale britannico (n. 1698)
- 1800 - Thomas Mason, imprenditore e politico statunitense (n. 1770)

## XIX secolo(53)
- 1811 - Jean-Baptiste Réveillon, imprenditore francese (n. 1725)
- 1811 - André Rigaud, militare e politico haitiano (n. 1761)
- 1812 - Safranbolulu Izzet Mehmet Pascià, politico ottomano (n. 1743)
- 1813 - Raimondo Moncada, nobile e vescovo cattolico italiano (n. 1736)
- 1819 - John Langdon, politico statunitense (n. 1741)
- 1819 - Francesco Maria Milesi, patriarca cattolico italiano (n. 1747)
- 1821 - Carolina d'Assia-Darmstadt, principessa (n. 1746)
- 1821 - Jean-Nicolas Corvisart des Marets, medico francese (n. 1755)
- 1823 - Roger de Damas, generale francese (n. 1765)
- 1826 - Alessandro Tommasini, arcivescovo cattolico italiano (n. 1753)
- 1830 - Juan Bautista Bustos, militare e politico argentino (n. 1779)
- 1830 - William Hazlitt, scrittore, pittore e saggista inglese (n. 1778)
- 1831 - Peter Hänsel, compositore e violinista austriaco (n. 1770)
- 1838 - Robert Smith, I barone Carrington, banchiere e politico inglese (n. 1752)
- 1840 - Constantine Samuel Rafinesque-Schmaltz, biologo e archeologo statunitense (n. 1783)
- 1843 - Francesco Grazzi, fantino italiano (n. 1799)
- 1847 - József Kopácsy, arcivescovo cattolico ungherese (n. 1775)
- 1848 - Felix von Lichnowski, politico tedesco (n. 1814)
- 1851 - Mariano Bianco, arcivescovo cattolico italiano (n. 1775)
- 1855 - Giuseppe Arcangeli, religioso, filologo e letterato italiano (n. 1807)
- 1857 - Karol Kurpiński, compositore, direttore d'orchestra e pedagogo polacco (n. 1785)
- 1857 - Franco Maccagnone, architetto italiano (n. 1807)
- 1857 - Étienne Marc Quatremère, orientalista e arabista francese (n. 1782)
- 1860 - Joseph Locke, ingegnere inglese (n. 1805)
- 1860 - Georges de Pimodan, generale francese (n. 1822)
- 1863 - Bernardo Ugo, militare italiano (n. 1804)
- 1864 - Friedrich Wilhelm Kohl, pittore tedesco (n. 1811)
- 1870 - Virgilio Estival, patriota e scrittore francese (n. 1835)
- 1870 - Augustus Volney Waller, medico e fisiologo britannico (n. 1816)
- 1870 - Amalia di Sassonia, compositrice e drammaturga tedesca (n. 1794)
- 1872 - Carlo XV di Svezia, sovrano svedese (n. 1826)
- 1872 - Teodoro Lovati, medico italiano (n. 1800)
- 1874 - Giuseppe Sirtori, generale, politico e patriota italiano (n. 1813)
- 1877 - Antoine Bovy, medaglista svizzero
- 1879 - Malbim, rabbino ucraino (n. 1809)
- 1880 - Trofimo Arnulfi, militare e politico italiano (n. 1803)
- 1881 - David Alter, medico, scienziato e inventore statunitense (n. 1807)
- 1881 - Alfonso Cavagnari, avvocato e politico italiano (n. 1831)
- 1882 - Dallas Stoudenmire, pistolero statunitense (n. 1845)
- 1885 - Germano Germanetti, politico italiano (n. 1803)
- 1885 - John Campbell Shairp, critico letterario e scrittore scozzese (n. 1819)
- 1886 - Sebastiano Fusconi, politico italiano (n. 1800)
- 1887 - Gaetano Cantoni, agronomo e politico italiano (n. 1815)
- 1887 - Robert Caspary, naturalista e zoologo tedesco (n. 1818)
- 1890 - Dion Boucicault, commediografo e attore teatrale irlandese (n. 1822)
- 1890 - Jeanne Samary, attrice teatrale francese (n. 1857)
- 1891 - José Manuel Balmaceda, politico cileno (n. 1840)
- 1891 - Alessandra di Grecia, principessa greca (n. 1870)
- 1892 - James B. Francis, ingegnere inglese (n. 1815)
- 1894 - Rafael Núñez, politico colombiano (n. 1825)
- 1896 - Hippolyte Fizeau, fisico francese (n. 1819)
- 1898 - Ramón Emeterio Betances, politico portoricano (n. 1827)
- 1900 - Paolo Giuseppe Maria Serci Serra, arcivescovo cattolico italiano (n. 1827)

## XX secolo(215)
- 1902 - Adolfo Targioni Tozzetti, botanico, zoologo e entomologo italiano (n. 1823)
- 1903 - Alexander Bain, filosofo e pedagogista scozzese (n. 1818)
- 1903 - Theodor Kirchner, pianista e compositore tedesco (n. 1823)
- 1904 - Herbert von Bismarck, politico tedesco (n. 1849)
- 1904 - Juan Andrés Gelly y Obes, generale argentino (n. 1815)
- 1905 - George MacDonald, scrittore e poeta scozzese (n. 1824)
- 1906 - Émile Goudeau, giornalista, scrittore e poeta francese (n. 1849)
- 1906 - Hartley Webster, fotografo neozelandese (n. 1818)
- 1909 - Auguste Choisy, storico dell'architettura francese (n. 1841)
- 1910 - Charlie Athersmith, calciatore inglese (n. 1872)
- 1911 - Luchino Del Mayno, generale e politico italiano (n. 1838)
- 1911 - Nripendra Narayan, indiano (n. 1862)
- 1911 - Pëtr Arkad'evič Stolypin, politico russo (n. 1862)
- 1913 - Agostino Della Sala Spada, scrittore e giornalista italiano (n. 1842)
- 1915 - Thomas James Conaty, vescovo cattolico irlandese (n. 1847)
- 1915 - Manlio Legat, astista, lunghista e multiplista italiano (n. 1889)
- 1916 - Giuseppe Fagnano, presbitero e missionario italiano (n. 1844)
- 1916 - Angelo Scalenghe, direttore della fotografia italiano (n. 1888)
- 1917 - Edoardo Ottavi, agronomo, divulgatore scientifico e politico francese (n. 1860)
- 1918 - Roger Basset, tiratore di fune francese (n. 1881)
- 1920 - Giovanni Maria Pellizzari, vescovo cattolico italiano (n. 1851)
- 1920 - Salvatore Pisani, scultore italiano (n. 1859)
- 1920 - Luigi Torchi, musicologo italiano (n. 1858)
- 1922 - Auguste Cavadini, tiratore a segno francese (n. 1865)
- 1922 - Yukie Chiri, traduttrice giapponese (n. 1903)
- 1922 - Karel Kotouč, calciatore boemo (n. 1881)
- 1924 - Francis Herbert Bradley, filosofo inglese (n. 1846)
- 1924 - Alessandro Trerè, calciatore italiano (n. 1884)
- 1925 - Li Jingxi, politico e nobile cinese (n. 1857)
- 1927 - Charles R. Miller, politico statunitense (n. 1857)
- 1928 - John Lambton, III conte di Durham, nobile inglese (n. 1855)
- 1929 - Hippolyte Petitjean, pittore francese (n. 1854)
- 1930 - John Lind, politico statunitense (n. 1854)
- 1930 - Angelo Pilati, calciatore italiano (n. 1909)
- 1931 - Geli Raubal, austriaca (n. 1908)
- 1931 - Austin Tappan Wright, giurista e scrittore statunitense (n. 1883)
- 1934 - Salvatore Franco, inventore italiano (n. 1868)
- 1934 - Ruth Hale, giornalista e attivista statunitense (n. 1887)
- 1934 - Spartaco Zugni Tauro, imprenditore e politico italiano (n. 1874)
- 1935 - Alice Dunbar Nelson, poetessa e giornalista statunitense (n. 1875)
- 1936 - Konrad Burdach, storico tedesco (n. 1859)
- 1936 - Vasilij Ivanovič Nemirovič-Dančenko, scrittore, poeta e giornalista russo (n. 1848)
- 1938 - Horace Trumbauer, architetto statunitense (n. 1868)
- 1939 - Cornelis Dopper, compositore e direttore d'orchestra olandese (n. 1870)
- 1939 - Arturo Frateschi, calciatore italiano (n. 1900)
- 1939 - Carl Lehle, canottiere tedesco (n. 1872)
- 1939 - Stanisław Ignacy Witkiewicz, drammaturgo, filosofo e scrittore polacco (n. 1885)
- 1939 - Franciszek Wład, generale polacco (n. 1888)
- 1940 - Christian Jensen, filologo classico e papirologo tedesco (n. 1883)
- 1941 - Gwendoline Eastlake-Smith, tennista britannica (n. 1883)
- 1942 - Ćiro Truhelka, archeologo croato (n. 1865)
- 1943 - Arturo Maira, dirigente d'azienda e militare italiano (n. 1899)
- 1943 - Paolo Vannucci, militare italiano (n. 1917)
- 1944 - Bernhard Bästlein, politico tedesco (n. 1894)
- 1944 - Donato Carretta, funzionario italiano (n. 1891)
- 1944 - Richard Christensen, attore danese (n. 1887)
- 1944 - Robert G. Cole, militare statunitense (n. 1915)
- 1944 - Hendrikus Colijn, politico olandese (n. 1869)
- 1944 - Giorgio Ferro, partigiano italiano (n. 1921)
- 1944 - Franz Jacob, politico tedesco (n. 1906)
- 1944 - Frans Alfred Meeng, calciatore indonesiano (n. 1910)
- 1944 - Anton Saefkow, politico tedesco (n. 1903)
- 1944 - Karl Sudrich, schermidore austriaco (n. 1895)
- 1945 - Blind Willie Johnson, cantante e chitarrista statunitense (n. 1897)
- 1945 - Yasujirō Shimazu, regista giapponese (n. 1897)
- 1945 - Volin, anarchico, scrittore e poeta russo (n. 1882)
- 1949 - Heinrich Hergert, calciatore tedesco (n. 1904)
- 1949 - Frank Morgan, attore statunitense (n. 1890)
- 1951 - Pamela Colman Smith, artista e illustratrice britannica (n. 1878)
- 1952 - Frances Alda, soprano neozelandese (n. 1879)
- 1953 - Mario Stanzani, generale e aviatore italiano (n. 1888)
- 1953 - Charles de Tornaco, pilota di Formula 1 belga (n. 1927)
- 1954 - Giovanni Bisio, ciclista su strada italiano (n. 1913)
- 1954 - Johannes Drost, nuotatore olandese (n. 1880)
- 1954 - Remo Jona, avvocato e superstite dell'Olocausto italiano (n. 1900)
- 1954 - Armando Reverón, pittore venezuelano (n. 1889)
- 1954 - Fausto Vagnetti, pittore italiano (n. 1876)
- 1955 - Giovanni Battista Bibolini, imprenditore, armatore e dirigente sportivo italiano (n. 1875)
- 1955 - Alice Middleton Boring, biologa e zoologa statunitense (n. 1883)
- 1956 - Willi Knesebeck, calciatore tedesco (n. 1887)
- 1957 - Giovanni Romeo delle Torrazze, militare e politico italiano (n. 1861)
- 1957 - Augusto Genina, regista, sceneggiatore e produttore cinematografico italiano (n. 1892)
- 1957 - Augusto Mancini, filologo classico, grecista e politico italiano (n. 1875)
- 1957 - Nikolaj Petrovič Ottokar, storico russo (n. 1884)
- 1957 - Édouard Wattelier, ciclista su strada e pistard francese (n. 1876)
- 1958 - Olaf Gulbransson, artista, pittore e designer norvegese (n. 1873)
- 1958 - Romano Mattinzoli, calciatore italiano (n. 1901)
- 1959 - Walter Bathe, nuotatore tedesco (n. 1892)
- 1959 - Benjamin Péret, poeta francese (n. 1899)
- 1959 - Adolf Ziegler, pittore e politico tedesco (n. 1892)
- 1960 - John Russell Fearn, autore di fantascienza britannico (n. 1908)
- 1960 - B. B. Kahane, produttore cinematografico statunitense (n. 1891)
- 1960 - Walther Kranz, filologo classico e storico della filosofia tedesco (n. 1884)
- 1960 - Angèle Sydow, ballerina polacca (n. 1890)
- 1961 - Dag Hammarskjöld, diplomatico, economista e scrittore svedese (n. 1905)
- 1962 - Giacomo Buzzi Reschini, scultore italiano (n. 1881)
- 1962 - Raffaele Martinetti-Bianchi, nobile italiano (n. 1894)
- 1962 - Teresa Neumann, mistica e veggente tedesca (n. 1898)
- 1963 - André Wille, calciatore svizzero (n. 1899)
- 1964 - Clive Bell, critico d'arte britannico (n. 1881)
- 1964 - J. Frank Dobie, scrittore e giornalista statunitense (n. 1888)
- 1964 - Seán O'Casey, scrittore irlandese (n. 1880)
- 1964 - Juliet Rhys-Williams, economista e politica britannica (n. 1898)
- 1965 - Regina Pacini, soprano e filantropa portoghese (n. 1871)
- 1966 - Paul Mathaux, calciatore francese (n. 1888)
- 1966 - Hubert Noel, ciclista su strada belga (n. 1891)
- 1966 - Giuseppe Peretti, anarchico e antifascista svizzero (n. 1887)
- 1967 - John Douglas Cockcroft, fisico britannico (n. 1897)
- 1968 - Friedrich Altemeier, militare e aviatore tedesco (n. 1886)
- 1968 - Francis McDonald, attore statunitense (n. 1891)
- 1968 - Franchot Tone, attore statunitense (n. 1905)
- 1969 - Carmelo Caristia, costituzionalista e politico italiano (n. 1881)
- 1969 - Richard Macaulay, sceneggiatore statunitense (n. 1909)
- 1969 - Renato Marino Mazzacurati, scultore e pittore italiano (n. 1907)
- 1969 - Rudolf Wagner-Régeny, musicista rumeno (n. 1903)
- 1970 - Cesare Giardini, traduttore, scrittore e storico italiano (n. 1893)
- 1970 - Jimi Hendrix, chitarrista e cantautore statunitense (n. 1942)
- 1972 - Leo Bauer, politico e giornalista tedesco (n. 1912)
- 1972 - Per Bertilsson, ginnasta svedese (n. 1892)
- 1972 - Bohuslav Fuchs, architetto e artista ceco (n. 1895)
- 1972 - Ian Smith, rugbista a 15 scozzese (n. 1903)
- 1973 - Remo Bertoni, ciclista su strada italiano (n. 1909)
- 1973 - Théodore Lefèvre, politico belga (n. 1914)
- 1973 - Alfredo Scipioni, politico italiano (n. 1911)
- 1973 - Mary Wigman, ballerina e coreografa tedesca (n. 1886)
- 1974 - Harry Beck, disegnatore britannico (n. 1902)
- 1974 - Edna Best, attrice britannica (n. 1900)
- 1974 - Hideo Saito, violoncellista e direttore d'orchestra giapponese (n. 1902)
- 1974 - Mohammed bin Hamad Al Sharqi, sovrano emiratino
- 1975 - Pamela Brown, attrice britannica (n. 1917)
- 1975 - Luis Concha Córdoba, cardinale e arcivescovo cattolico colombiano (n. 1891)
- 1975 - Francesco Lozzi, calciatore italiano (n. 1921)
- 1975 - Felix Weil, sociologo e filantropo argentino (n. 1898)
- 1977 - Paul Bernays, matematico svizzero (n. 1888)
- 1977 - Jaime Elías Casas, calciatore spagnolo (n. 1919)
- 1977 - Vittorio Cini, politico e imprenditore italiano (n. 1885)
- 1977 - Paulo Leal, schermidore portoghese (n. 1901)
- 1977 - Venuto Lombatti, calciatore italiano (n. 1910)
- 1978 - Maro Ajemian, pianista statunitense (n. 1912)
- 1978 - John Crammond, skeletonista britannico (n. 1906)
- 1978 - Håkon Johannessen, calciatore norvegese (n. 1912)
- 1978 - Guido Leoni, liutaio italiano (n. 1902)
- 1978 - Henri Roessler, calciatore francese (n. 1910)
- 1978 - Osvaldo Salamina, calciatore italiano (n. 1897)
- 1978 - Ann Shoemaker, attrice statunitense (n. 1891)
- 1979 - Jean Leflon, presbitero e storico francese (n. 1893)
- 1980 - Frank Anderson, scacchista canadese (n. 1928)
- 1980 - Giuseppe Lugo, tenore e attore italiano (n. 1899)
- 1980 - Venturino Panebianco, archeologo e storico italiano (n. 1907)
- 1980 - Katherine Anne Porter, giornalista, scrittrice e attivista statunitense (n. 1890)
- 1981 - Felia Doubrovska, ballerina e insegnante russa (n. 1896)
- 1982 - Raul Chiodelli, ingegnere e politico italiano (n. 1896)
- 1982 - Habib Mahfuz, dirigente sportivo brasiliano
- 1982 - Ion Milu, militare e aviatore rumeno (n. 1908)
- 1982 - Pei Wenzhong, paleontologo, antropologo e archeologo cinese (n. 1904)
- 1982 - Carlos Carmelo de Vasconcelos Motta, cardinale e arcivescovo cattolico brasiliano (n. 1890)
- 1983 - George Chestnut, cestista statunitense (n. 1911)
- 1984 - Roberto Iavarone, poliziotto italiano (n. 1964)
- 1984 - Riccardo Lombardi, politico, ingegnere e giornalista italiano (n. 1901)
- 1984 - Ignazio Mineo, politico italiano (n. 1924)
- 1985 - Ed Don George, wrestler e lottatore statunitense (n. 1905)
- 1985 - Gerald Holtom, disegnatore e pacifista britannico (n. 1914)
- 1985 - Don Otten, cestista statunitense (n. 1921)
- 1985 - Vincenzo Passarelli, ingegnere italiano (n. 1904)
- 1986 - Domenico Antonio Cardone, filosofo, poeta e avvocato italiano (n. 1902)
- 1986 - Corita Kent, pittrice, grafica e religiosa statunitense (n. 1918)
- 1987 - Piero Capello, giornalista italiano (n. 1928)
- 1987 - Américo Tomás, ammiraglio e politico portoghese (n. 1894)
- 1988 - David Dodd, economista e imprenditore statunitense (n. 1895)
- 1988 - Ernestine Jones, attrice statunitense (n. 1912)
- 1988 - Mohammad-Hossein Shahriar, poeta iraniano (n. 1906)
- 1990 - Giuliano Agresti, arcivescovo cattolico italiano (n. 1921)
- 1990 - Antonio Caprioli, calciatore italiano (n. 1931)
- 1990 - Ed Sadowski, cestista e allenatore di pallacanestro statunitense (n. 1917)
- 1991 - Vinicio Berti, pittore e illustratore italiano (n. 1921)
- 1991 - Martin Norberg, pallanuotista svedese (n. 1902)
- 1991 - Massimo Petrocchi, storico italiano (n. 1918)
- 1992 - Lona Andre, attrice statunitense (n. 1915)
- 1992 - Marcel Bekaert, ciclista su strada, ciclocrossista e dirigente sportivo belga (n. 1923)
- 1992 - Margherita di Danimarca, principessa danese (n. 1895)
- 1992 - Muhammad Hidayatullah, politico indiano (n. 1905)
- 1992 - Gustav Lombard, generale tedesco (n. 1895)
- 1993 - Vittorio Cervone, politico italiano (n. 1917)
- 1993 - Edoardo Faieta, attore e wrestler statunitense (n. 1928)
- 1993 - Aris Konstantinidis, architetto greco (n. 1913)
- 1993 - František Krištofík, calciatore slovacco (n. 1920)
- 1993 - Henrietta Leaver, modella statunitense (n. 1916)
- 1994 - Wayne A. Finkelman, costumista statunitense (n. 1947)
- 1994 - Franco Moschino, stilista e artista italiano (n. 1950)
- 1995 - Jean Gol, politico belga (n. 1942)
- 1995 - Andrei Apollon Katkoff, vescovo cattolico russo (n. 1916)
- 1995 - Oleh Tverdochlib, ostacolista ucraino (n. 1969)
- 1996 - Bai Yang, attrice cinese (n. 1920)
- 1996 - Henri Caffarel, presbitero e mistico francese (n. 1903)
- 1996 - Carlo Cesarini da Senigallia, scenografo italiano (n. 1923)
- 1996 - Annabella, attrice francese (n. 1907)
- 1996 - Luciano Cozzi, tuffatore italiano (n. 1909)
- 1996 - Corrie Laddé, nuotatrice olandese (n. 1915)
- 1996 - Risto Ničevski, scacchista macedone (n. 1945)
- 1996 - Illuminato Peri, storico italiano (n. 1925)
- 1996 - Jann Sørdahl, calciatore norvegese (n. 1920)
- 1997 - John Jarlath Dooley, arcivescovo cattolico e missionario irlandese (n. 1906)
- 1997 - Fernand Fayolle, ciclista su strada e ciclocrossista francese (n. 1904)
- 1997 - Seigo Tada, karateka e maestro di karate giapponese (n. 1922)
- 1997 - Jimmy Witherspoon, cantante statunitense (n. 1920)
- 1998 - Kurt Hager, politico e giornalista tedesco (n. 1912)
- 1998 - Erik Holmberg, calciatore e allenatore di calcio norvegese (n. 1922)
- 1999 - Leo Amberg, ciclista su strada svizzero (n. 1912)
- 1999 - Vito Angelini, politico e operaio italiano (n. 1931)
- 1999 - Gérard Landry, attore argentino (n. 1912)
- 1999 - Viktor Sergeevič Safronov, astronomo sovietico (n. 1917)
- 1999 - Nic Scheitler, sollevatore lussemburghese (n. 1910)
- 1999 - Leo Valiani, giornalista, antifascista e politico italiano (n. 1909)
- 1999 - Leszek Wodzyński, ostacolista polacco (n. 1946)
- 2000 - Chen Yuefang, cestista cinese (n. 1963)

## XXI secolo(120)
- 2001 - Sandy Saddler, pugile statunitense (n. 1926)
- 2001 - Amy Witting, scrittrice e poetessa australiana (n. 1918)
- 2002 - Hazel Brooks, attrice e modella statunitense (n. 1924)
- 2002 - Bob Hayes, velocista e giocatore di football americano statunitense (n. 1942)
- 2002 - Mauro Ramos, calciatore brasiliano (n. 1930)
- 2002 - Etta Zuber Falconer, educatrice e matematica statunitense (n. 1933)
- 2003 - Erich Bäumler, calciatore tedesco (n. 1930)
- 2003 - Fabio Doplicher, poeta, scrittore e drammaturgo italiano (n. 1938)
- 2003 - Emil Fackenheim, teologo, filosofo e educatore tedesco (n. 1916)
- 2003 - Alfonso Loreto, pittore italiano (n. 1912)
- 2004 - Jim Barnett, imprenditore statunitense (n. 1924)
- 2004 - Anthony Campitelli, architetto statunitense (n. 1911)
- 2004 - Norman Cantor, scrittore e medievista canadese (n. 1929)
- 2004 - Fran Curran, cestista statunitense (n. 1922)
- 2004 - Russ Meyer, regista, sceneggiatore e montatore statunitense (n. 1922)
- 2004 - Klara Michajlovna Rumjanova, attrice sovietica (n. 1929)
- 2004 - Pål Sæthrang, calciatore norvegese (n. 1945)
- 2005 - Giovanni Benvenuti, illustratore, scultore e fumettista italiano (n. 1926)
- 2005 - Michael Park, copilota di rally britannico (n. 1966)
- 2006 - Aja, attrice pornografica statunitense (n. 1963)
- 2006 - Giulio Bonafin, calciatore italiano (n. 1934)
- 2006 - Michelangelo Verso, tenore italiano (n. 1920)
- 2007 - Pepsi Tate, bassista britannico (n. 1965)
- 2007 - Alfredo Zennaro, illustratore, regista teatrale e scrittore italiano (n. 1916)
- 2008 - Leo de Berardinis, attore teatrale, regista teatrale e drammaturgo italiano (n. 1940)
- 2008 - Maeve Fort, diplomatica inglese (n. 1940)
- 2008 - Mauricio Kagel, compositore argentino (n. 1931)
- 2008 - Florestano Vancini, regista e sceneggiatore italiano (n. 1926)
- 2009 - Renato Cevese, storico dell'arte, critico d'arte e storico dell'architettura italiano (n. 1920)
- 2009 - Douglas Fisher, politico, giornalista e insegnante canadese (n. 1919)
- 2010 - Øystein Gåre, allenatore di calcio norvegese (n. 1954)
- 2010 - Henning Helbrandt, calciatore danese (n. 1935)
- 2010 - Joe Holland, cestista statunitense (n. 1925)
- 2010 - Jill Johnston, attivista e giornalista statunitense (n. 1929)
- 2010 - John Kleeves, saggista italiano (n. 1948)
- 2010 - Egon Klepsch, politico tedesco (n. 1930)
- 2010 - Sam Kooistra, pallanuotista statunitense (n. 1935)
- 2010 - Bobby Smith, calciatore inglese (n. 1933)
- 2010 - Walter Womacka, pittore tedesco (n. 1925)
- 2011 - Bernard Collomb, pilota automobilistico francese (n. 1930)
- 2011 - Jamey Rodemeyer, youtuber e attivista statunitense (n. 1997)
- 2011 - René Schneider, calciatore svizzero (n. 1936)
- 2012 - Santiago Carrillo, politico e scrittore spagnolo (n. 1915)
- 2012 - Jorge Manicera, calciatore uruguaiano (n. 1938)
- 2012 - Horst Prinzbach, chimico tedesco (n. 1931)
- 2012 - Steve Sabol, regista statunitense (n. 1942)
- 2013 - Agostino Bonalumi, pittore italiano (n. 1935)
- 2013 - Lindsay Cooper, fagottista, oboista e compositrice inglese (n. 1951)
- 2013 - Stanislas Dombeck, calciatore francese (n. 1931)
- 2013 - Pavlos Fyssas, rapper e attivista greco (n. 1979)
- 2013 - Dominique Loiseau, orologiaio francese (n. 1949)
- 2013 - Ken Norton, pugile e attore statunitense (n. 1943)
- 2013 - Carlos Alberto Raffo, calciatore argentino (n. 1926)
- 2013 - Luigi Rapini, cestista italiano (n. 1924)
- 2013 - Marcel Reich-Ranicki, critico letterario e superstite dell'Olocausto tedesco (n. 1920)
- 2013 - Richard C. Sarafian, regista e attore statunitense (n. 1930)
- 2014 - Rod Hinks, hockeista su ghiaccio canadese (n. 1971)
- 2014 - Kenny Wheeler, trombettista e compositore canadese (n. 1930)
- 2015 - Eduardo Bonvallet, calciatore e allenatore di calcio cileno (n. 1955)
- 2015 - Mario Benjamín Menéndez, generale argentino (n. 1930)
- 2015 - Freddy Ternero, politico, allenatore di calcio e calciatore peruviano (n. 1961)
- 2016 - Marco Conti, politico e giornalista italiano (n. 1934)
- 2016 - David Kyle, scrittore statunitense (n. 1919)
- 2016 - Moise Rahmani, scrittore e pubblicista belga (n. 1944)
- 2016 - Wolfhart Zimmermann, fisico tedesco (n. 1928)
- 2017 - Mauro Agretti, calciatore italiano (n. 1949)
- 2017 - Tucho De la Torre, calciatore spagnolo (n. 1937)
- 2017 - Chuck Low, attore statunitense (n. 1928)
- 2017 - Anna Maria Nucci, politica italiana (n. 1943)
- 2017 - Valerio Piroddi, supercentenario italiano (n. 1905)
- 2017 - Jean Plaskie, calciatore belga (n. 1941)
- 2017 - Zurab Sotkilava, cantante, calciatore e tenore sovietico (n. 1937)
- 2018 - Gian Luigi Boiardi, politico italiano (n. 1951)
- 2018 - Carlo Dell'Aringa, economista e politico italiano (n. 1940)
- 2018 - Vito Florio, calciatore italiano (n. 1938)
- 2018 - Goran Kuzminac, cantautore, chitarrista e medico italiano (n. 1953)
- 2018 - Marceline Loridan, attrice, regista e sceneggiatrice francese (n. 1928)
- 2018 - Titti Maartmann, slittinista norvegese (n. 1920)
- 2018 - Robert Venturi, architetto statunitense (n. 1925)
- 2018 - Robert Webb, erpetologo statunitense (n. 1927)
- 2018 - Norifumi Yamamoto, artista marziale misto e kickboxer giapponese (n. 1977)
- 2018 - Piotr Lachert, compositore polacco (n. 1938)
- 2019 - Lidia Axionova, direttrice d'orchestra e pedagoga moldava (n. 1923)
- 2019 - Kelvin Maynard, calciatore surinamese (n. 1987)
- 2019 - Fernando Ricksen, calciatore olandese (n. 1976)
- 2019 - Francesco Specchia, paroliere italiano (n. 1929)
- 2019 - Alfonso Traina, latinista, filologo classico e traduttore italiano (n. 1925)
- 2020 - Terttu Aarnivala, cestista e allenatrice di pallacanestro finlandese (n. 1931)
- 2020 - Ruth Bader Ginsburg, giurista e magistrata statunitense (n. 1933)
- 2020 - Isidor Osipovič Chomskij, regista sovietico (n. 1936)
- 2020 - Stephen F. Cohen, storico, politologo e saggista statunitense (n. 1938)
- 2020 - Anacleto Cordeiro Gonçalves de Oliveira, vescovo cattolico portoghese (n. 1946)
- 2020 - Mario Di Bartolomei, politico italiano (n. 1931)
- 2020 - Enzo Golino, critico letterario e giornalista italiano (n. 1932)
- 2020 - GianCarlo Montebello, designer e editore italiano (n. 1941)
- 2020 - Amélie Rorty, filosofa statunitense (n. 1932)
- 2020 - Daphne Seeney, tennista australiana (n. 1933)
- 2021 - Julos Beaucarne, poeta, cantante e attore belga (n. 1936)
- 2021 - Erzsébet Botz, cestista ungherese (n. 1936)
- 2021 - Anna Chromy, scultrice e pittrice ceca (n. 1940)
- 2021 - Leo DeLyon, doppiatore statunitense (n. 1926)
- 2021 - Giuseppe Farinelli, storico della letteratura e critico letterario italiano (n. 1935)
- 2021 - Francesco Guizzi, giurista, magistrato e politico italiano (n. 1933)
- 2021 - Albert J. Raboteau, storico statunitense (n. 1943)
- 2021 - Chris Anker Sørensen, ciclista su strada danese (n. 1984)
- 2022 - Mustafa Dağıstanlı, lottatore e politico turco (n. 1931)
- 2022 - Kjell Espmark, scrittore e storico della letteratura svedese (n. 1930)
- 2022 - Nick Holonyak Jr., inventore statunitense (n. 1928)
- 2022 - Nicolas Schindelholz, calciatore svizzero (n. 1988)
- 2023 - Felice Farina, regista e sceneggiatore italiano (n. 1954)
- 2023 - Edward Ferry, canottiere statunitense (n. 1941)
- 2023 - Severino Lojodice, calciatore italiano (n. 1933)
- 2023 - Marinho Peres, allenatore di calcio e calciatore brasiliano (n. 1947)
- 2023 - Joe Matt, fumettista statunitense (n. 1963)
- 2024 - Ursula Brunner, nuotatrice tedesca (n. 1941)
- 2024 - Luigi Bulleri, politico italiano (n. 1934)
- 2024 - Sam Malcolmson, calciatore scozzese (n. 1947)
- 2024 - Salvatore Schillaci, calciatore italiano (n. 1964)
- 2024 - Tony Soper, ornitologo, naturalista e conduttore televisivo britannico (n. 1929)
- 2024 - Rolf Wolfshohl, ciclista su strada, ciclocrossista e pistard tedesco (n. 1938)

## Senza anno specificato(2)
- Eustorgio di Milano, vescovo e santo italiano
- Riccarda di Svevia, regina franca